# Forest of Dean (circonscription britannique)
Pour les articles homonymes, voir Forest of Dean.
Circonscription parlementaire de la Chambre des communes
La circonscription de Forest of Dean  est une circonscription située dans le Gloucestershire et représentée à la Chambre des communes du Parlement britannique.

## Géographie
La circonscription comprend :
- Le district de Forest of Dean
- La ville de Lydney
- Les villages d'Abenhall et Blaisdon

## Députés
Les Members of Parliament (MPs) de la circonscription sont :
1885-1950
| Législature                                                  | Années    | Député                | Député           | Parti                     |
| ------------------------------------------------------------ | --------- | --------------------- | ---------------- | ------------------------- |
| Forest of Dean                                               |           |                       |                  |                           |
| 23e                                                          | 1885–1886 |                       | Thomas Blake     | Libéral                   |
| 24e                                                          | 1886–1887 |                       | Thomas Blake     | Libéral                   |
| 24e                                                          | 1887-1892 | Godfrey Samuelson     |                  | Libéral                   |
| 25e                                                          | 1892–1895 | Charles Dilke         |                  | Libéral                   |
| 26e                                                          | 1895–1900 | Charles Dilke         |                  | Libéral                   |
| 27e                                                          | 1900–1906 | Charles Dilke         |                  | Libéral                   |
| 28e                                                          | 1906–1910 | Charles Dilke         |                  | Libéral                   |
| 29e                                                          | 1910–1910 | Charles Dilke         |                  | Libéral                   |
| 30e                                                          | 1910–1911 | Charles Dilke         |                  | Libéral                   |
| 30e                                                          | 1911-1918 | Henry Webb            |                  | Libéral                   |
| 31e                                                          | 1918–1922 |                       | James Wignall    | Travailliste              |
| 32e                                                          | 1922–1923 |                       | James Wignall    | Travailliste              |
| 33e                                                          | 1923–1924 |                       | James Wignall    | Travailliste              |
| 34e                                                          | 1924–1925 |                       | James Wignall    | Travailliste              |
| 34e                                                          | 1925-1929 | Albert Arthur Purcell |                  | Travailliste              |
| 35e                                                          | 1929–1931 | David Vaughan         |                  | Travailliste              |
| 36e                                                          | 1931–1935 |                       | John Worthington | Nationaliste travailliste |
| 37e                                                          | 1935–1945 |                       | Philips Price    | Travailliste              |
| 38e                                                          | 1945–1950 |                       | Philips Price    | Travailliste              |
| Circonscription abolie et remplacée par West Gloucestershire |           |                       |                  |                           |

Depuis 1997
| Législature                     | Années        | Député | Député      | Parti        |
| ------------------------------- | ------------- | ------ | ----------- | ------------ |
| Recréée de West Gloucestershire |               |        |             |              |
| 52e                             | 1997–2001     |        | Diana Organ | Travailliste |
| 53e                             | 2001–2005     |        | Diana Organ | Travailliste |
| 54e                             | 2005–2010     |        | Mark Harper | Conservateur |
| 55e                             | 2010–2015     |        | Mark Harper | Conservateur |
| 56e                             | 2015–2017     |        | Mark Harper | Conservateur |
| 57e                             | 2017–2019     |        | Mark Harper | Conservateur |
| 58e                             | 2019–2024     |        | Mark Harper | Conservateur |
| 59e                             | 2024–en cours |        | Matt Bishop | Travailliste |

## Référence
- (en) Cet article est partiellement ou en totalité issu de l’article de Wikipédia en anglais intitulé « Forest of Dean (UK Parliament constituency) » (voir la liste des auteurs).
- Carte des circonscriptions du Royaume-Uni — Ordnance Survey (Service cartographique du Royaume-Uni)

1. ↑  (en) BBC News, « UK results 2019 », sur bbc.com (consulté le 31 décembre 2019)